# オラーヴィオ・ヴィエイラ・ドス・サントス・ジュニオール
ジュニーニョ（Juninho）ことオラーヴィオ・ヴィエイラ・ドス・サントス・ジュニオール（ポルトガル語: Olávio Vieira dos Santos Júnior、1996年11月21日 - ）は、ブラジルのサッカー選手。カラバフFK所属。ポジションは、フォワード（左ウイング）。

## クラブ歴
アトレチコ・パラナエンセの下部組織出身。2015年に選手となった後、グアラチンゲタ・フチボウ、ポルティモネンセSC、GEブラジウ、GEノヴォリゾンチーノ、フィゲイレンセFC、ヴィラ・ノヴァFCに期限付き移籍した。
2019年夏にGDエストリル・プライアに完全移籍。